# سيف تيكا
 سيف تيكا  (1991 تونس) هو لاعب كرة قدم تونسي.

## روابط خارجية
- سيف تيكا على موقع قاعدة بيانات كرة القدم.إي يو (الإنجليزية)
- سيف تيكا على موقع Soccerway.com (الإنجليزية)